# Kimblaeus
Kimblaeus is een monotypisch geslacht van straalvinnige vissen uit de familie van zeenaalden en zeepaardjes (Syngnathidae).

## Soort
- Kimblaeus bassensis Dawson, 1980